# Honnenahalli, Piriyapatna
Honnenahalli là một làng thuộc tehsil Piriyapatna, huyện Mysore, bang Karnataka, Ấn Độ.